# 紐曼學校
紐曼學校（英文，The Newman School）於1945年落成，是位於美國波士頓的私立高中，招收男女生。

## 介紹
學校距市中心之美術科學博物館、圖書館等僅需步行。為男女合校，住寄宿家庭，全校學生約260人及27%國際學生。提供9-12年級課程。

## 科目
英文：
English 9, English 10, English 11, English 12, Creative Writing, Creative Nonfiction, Expository Writing, Classical Literature, Film and Literature, AP English Language and Composition, AP English Literature
數學：
Algebra I, Algebra II, Geometry, Trigonometry, Math 12, Calculus, AP Calculus
科學：
Biology, Chemistry, Anatomy and Physiology, Physics, AP Biology
歷史：
World History, Western Civilization, US History, Anthropology, Psychology, The History of Boston, World Religions, Westward Expansion and the Indian Wars, Western Law, 20th Century America, AP US History, AP Government
外語：
French, Spanish, Latin
藝術：
Arts Integration, Studio Art
Transitional:
Rhetoric, Basic Literature, Writing Workshop
ESL:
Listening/Speaking/Vocabs, Literature, American History, Grammar
學生可選修當地社區學院課程。
平均班級人數: 15 位，學生與老師的比率:14:1

## 學校設施
使用當地的操場、圖書館、可使用波士頓市立圖書館、電腦教室設有無線網球系統。 

## 體育
棒球、籃球、足球、長曲棍球、賽艇、網球

## 學生
該校的學生來自波士頓各地區和世界二十多個國家分別是德國、香港、義大利、墨西哥、波蘭、俄羅斯、韓國、西班牙、瑞士、台灣、泰國、中華人民共和國及越南等。學校提供ESL和transitional course給一些有需要的國際學生。
大部分國際學生均住在學校提供的寄住家庭。

## 交通
學校鄰近的兩個地鐵站：Copley（綠線）, Back Bay（橙線）